# Steve Kempton
Steve Kempton (ur. 8 lutego 1960 roku w Nottingham) – brytyjski kierowca wyścigowy.

## Kariera
Kempton rozpoczął karierę w międzynarodowych wyścigach samochodowych w 1984 roku od startów w FIA World Endurance Championship, klasie narodowej Brytyjskiej Formuły 3 oraz Thundersports. Jedynie w Formule 3, gdzie trzykrotnie stawał na podium, a raz na jego najwyższym stopniu, zdobywał punkty. Z dorobkiem 21 punktów uplasował się na szóstej pozycji w klasyfikacji generalnej. W późniejszych latach pojawiał się także w stawce Formuły 3 Euro Series, Europejskiego Pucharu Formuły 3, World Sports-Prototype Championship oraz Formuły 3000.
W Formule 3000 Brytyjczyk wystartował na torze Birmingham Superprix w sezonie 1988 z brytyjską ekipą Onyx Racing. Ukończył wyścig na jedenastym miejscu w klasyfikacji wyścigu. Został sklasyfikowany na 37 pozycji w końcowej klasyfikacji kierowców.